# Edward Drescher
Edward Wilhelm Drescher (ur. 23 października 1912 w Biłgoraju, zm. 16 lipca 1977 w Warszawie) – polski lekarz specjalista chirurg dziecięcy, główny organizator ośrodków chirurgii dziecięcej na przyłączonych do Polski terenach Pomorza Zachodniego i ziemi lubuskiej, odpowiedzialny także za wyszkolenie kadry specjalistycznej niezbędnej do ich obsadzenia, bioetyk, deontolog, profesor Pomorskiej Akademii Medycznej w Szczecinie, uczestnik powstania warszawskiego, weteran walk o wolność i niepodległość Polski.

## Życiorys

### Dzieciństwo i młodość
Dzieciństwo spędził w Kaliszu, gdzie jego ojciec pracował jako sędzia w Sądzie Okręgowym. W roku 1930 ukończył tam Gimnazjum im. Adama Asnyka, po czym rozpoczął studia medyczne w Uniwersytecie Warszawskim. Studiował też mikrobiologię w Państwowym Zakładzie Higieny. Po studiach (1936 r.) skończył Szkołę Podchorążych Sanitarnych Rezerwy (jako prymus został wyróżniony Złotą Szablą). Dyplom lekarski uzyskał w roku 1937, a w roku 1938 rozpoczął pracę kliniczną i naukową w Klinice Chorób Dziecięcych UW, kierowanej przez prof. Jana Kossakowskiego. Otrzymał stanowisko adiunkta, odbył podróże do najsławniejszych ośrodków chirurgicznych Francji. Wybrał chirurgię dziecięcą jako specjalizację. Tuż przed wybuchem II wojny światowej (sierpień 1939 r.) odbył ćwiczenia w 25 pułku artylerii lekkiej Armii „Poznań” w Ostrowie Wielkopolskim.

### II wojna światowa
Po wybuchu II wojny światowej brał udział w kampanii wrześniowej jako lekarz dywizjonu. Uczestniczył w walkach Armii „Poznań”, m.in. w bitwie nad Bzurą, a następnie w obronie Warszawy. Był jeńcem obozu w Łowiczu. Po zwolnieniu z obozu wrócił do pracy w klinice. W 1940 r. wstąpił do ZWZ, w którym działał pod pseudonimami „Bogusz” i „Gustaw”. Był aresztowany przez Gestapo, przesłuchiwany przy alei Szucha i więziony przez 6 dni przy
ul. Daniłowiczowskiej. Uczestniczył w tajnym nauczaniu na Uniwersytecie Warszawskim i Uniwersytecie Ziem Zachodnich. 
W 1942 r. organizował ruchomą czołówkę chirurgiczną Obwodu ZWZ-AK Warszawa-Powiat. W lipcu 1944 r. dostał przydział do VII Obwodu „Obroża” Okręgu Warszawskiego (zastępca lekarza naczelnego). Po wybuchu powstania w Sanitariacie Okręgu Warszawskiego AK „Bakcyl” współorganizował Szpital Polowy przy ul. Hożej 53 i kierował Głównym Punktem Opatrunkowym batalionu „Zaremba”-„Piorun” (budynek PZUW przy ul. Poznańskiej 11). W szpitalu wykonywano 20–30 zabiegów i 4–5 operacji dziennie. Komendant Szpitala – Edward Drescher – pisał później:

…mimo wielokrotnego zagrożenia, rannych nigdy nie znoszono do piwnic, ciemnych i zatłoczonych przez mieszkańców bloku. Jedynym moim zarządzeniem było polecenie, by w czasie wzmożonego ostrzału personel przebywał przy chorych. Ten przykład działał na rannych doskonale, a wybór skrzydła gmachu stosunkowo osłoniętego od głównego kierunku ognia artylerii pozwolił przetrwać cały okres powstania nie tylko bez strat, ale także spowodował, iż obeszło się bez objawów zbiorowej paniki.

Po kapitulacji powstania wraz ze szpitalem przedostał się do Podkowy Leśnej. Otrzymał informację, że żona – pielęgniarka Kazimiera Drescher – została wywieziona z obozu w Pruszkowie do Oświęcimia (za pomoc udzielaną opuszczającym Warszawę uczestnikom powstania). Z synem wyjechał do podhalańskiej wsi Zubsuche, a później do Zakopanego. Pracował jako lekarz do chwili wyzwolenia tych terenów i powrotu żony.

### Okres powojenny
W roku 1945 należał do Morskiej Grupy Operacyjnej i rozpoczął organizację służby zdrowia na wybrzeżu – początkowo w Sopocie. Zorganizował tam Miejski Ośrodek Zdrowia i Szpital Chirurgiczno-Położniczy. Był jednym z organizatorów Związku Zawodowego Pracowników Służby Zdrowia oraz reaktywowanych izb lekarskich. 
W lutym 1947 r. na zlecenie ministra zdrowia i opieki społecznej objął stanowisko inspektora szpitalnictwa w Szczecinie, a w maju – ordynatora oddziału chirurgii dziecięcej szpitala PCK, włączonego krótko potem do nowo powołanej uczelni szczecińskiej – Akademii Lekarskiej (późniejszej Pomorskiej Akademii Medycznej, obecnego Pomorskiego Uniwersytetu Medycznego w Szczecinie). O tym okresie rozwoju uczelni tak pisał:

W wielu dyscyplinach Akademia była wręcz monopolistą, poza nią nie istniały na terenie miasta placówki specjalistyczne. Było to zjawisko niespotykane w innych ośrodkach akademickich. […] W czasie, gdy inne, prawidłowo zorganizowane akademie medyczne koncentrowały się na problemach nauczania, rozwijania badań naukowych i tworzenia klinik wysoce wyspecjalizowanych – szczecińscy pracownicy kliniczni w ciężkim, codziennym trudzie walczyli o zdrowie ludności. Pełnili po osiem i dziesięć całodobowych dyżurów miesięcznie, byli w karetkach Pogotowia Ratunkowego i w przychodniach specjalistycznych, dojeżdżali do szpitali i przychodni powiatowych.

Pełnił w dziedzinie chirurgii dziecięcej funkcję specjalisty wojewódzkiego, a od 1956 r. krajowego. Był twórcą i wieloletnim kierownikiem Kliniki Chirurgii Dziecięcej, utworzonej w 1957 r. w Katedrze Pediatrii PAM i działającej na bazie Państwowego Szpitala Klinicznego nr 1. Wkrótce uzyskał stopnie naukowe, kolejno: doktora i doktora habilitowanego nauk medycznych, a następnie odpowiednio w latach 1961 i 1973 objął stanowisko profesora nadzwyczajnego i otrzymał tytuł profesora zwyczajnego. W latach 1956–1959 był prorektorem PAM do spraw klinicznych.
Zmarł 16 lipca 1977 w Warszawie. Został pochowany na Cmentarzu Centralnym w Szczecinie.

## Działalność dydaktyczna, naukowa i organizacyjna
Jako dydaktyk konsekwentnie wprowadzał zagadnienia chirurgii wieku dziecięcego do programu kształcenia w PAM. Doprowadził do wprowadzenia analogicznego kursu do programów nauczania we wszystkich polskich akademiach medycznych (od roku akademickiego 1973/74). Wyszkolił dwudziestu ośmiu lekarzy specjalistów w zakresie chirurgii dziecięcej, z których część zapewniła obsadę dla specjalistycznych oddziałów szpitalnych uruchamianych sukcesywnie z jego inicjatywy w Koszalinie, Słupsku i Gorzowie Wielkopolskim oraz dla organizowanego w Szczecinie drugiego ośrodka w ówczesnym Szpitalu Dziecięcym (współcześnie w strukturach SPSZOZ „Zdroje”), a ponadto prowadził kursy zawodowego doskonalenia lekarzy. 

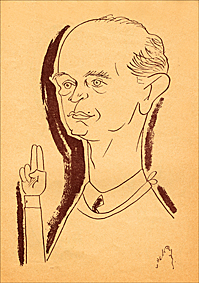
Karykatura Edwarda Dreschera (1958), rys. Julian Żebrowski
(ze zbiorów Andrzeja Androchowicza)

 Poza ww. czterema ośrodkami wojewódzkimi wpółpracował także z Instytutem Matki i Dziecka w Warszawie. W ramach badań naukowych, ściśle związanych z lecznictwem, zajmował się początkowo głównie leczeniem urazów u dzieci oraz chorobami układu kostno-stawowego i chorobami nowotworowymi. W następnych latach dużo uwagi poświęcał wadom rozwojowym, m.in. wrodzonemu zarośnięciu przełyku i przepuklinom pępowinowym (był jednym z niewielu chirurgów na świecie, którzy osiągnęli sukcesy w ich leczeniu metodą zachowawczą). Opublikował ponad dziewięćdziesiąt prac naukowych i kilka podręczników akademickich. Od roku 1957, wspólnie z profesorami Tadeuszem Sokołowskim, Arturem Chwalibogowskim, Kazimierzem Stojałowskim i Eugeniuszem Miętkiewskim, redagował kronikę PAM – „Annales Academiae Medicae Stetinensis” („Roczniki Pomorskiej Akademii Medycznej w Szczecinie”). Od 1972 roku był redaktorem szwajcarskiego kwartalnika „Progress in Pediatric Surgery” (edycja na kraje Europy Wschodniej). Był inicjatorem powstania i współorganizatorem Polskiego Towarzystwa Chirurgów Dziecięcych, a następnie jego wieloletnim prezesem i sekretarzem. Utrzymywał specjalistyczną współpracę międzynarodową, m.in. jako członek zagranicznych stowarzyszeń chirurgów dziecięcych:
- British Association of Paediatric Surgeons,
- Deutsche Gesellschaft für Kinderchirurgie,
- Réunion d'Ortopedie et de Chirurgie de l'Appareil Moteur de Bordeaux.

Poza opracowaniami fachowymi z zakresu chirurgii dziecięcej publikował także prace dotyczące deontologii i bioetyki. Był jednym z autorów Zasad Etyczno-Deontologicznych opracowanych i uchwalonych przez Polskie Towarzystwo Lekarskie w roku 1967 r., stanowiących protoplastę współczesnego Kodeksu Etyki Lekarskiej. Wykłady etyki i deontologii wprowadzono w PAM już w roku 1956.

## Odznaczenia i wyróżnienia[4]
- Krzyż Komandorski Orderu Odrodzenia Polski
- Krzyż Kawalerski Orderu Odrodzenia Polski
- Krzyż Walecznych (dwukrotnie)
- Złoty Krzyż Zasługi
- Srebrny Krzyż Zasługi z Mieczami
- Medal Wojska
- Krzyż Armii Krajowej

## Wspomnienia
Jest wspominany w poświęconych mu publikacjach lub na specjalistycznych konferencjach, takich jak II Międzynarodowe Sympozjum Sekcji Historycznej Polskiego Towarzystwa Chirurgów Dziecięcych (Kielce, 2002), na którym wygłoszone zostały m.in. referaty Ireny Latawiec-Mazurkiewicz nt.
- „Prof. dr hab. med. Edward W. Drescher 1912–1977 we wspomnieniach i w świetle faktów historycznych”
- „Szmer oddechowy żołądka objaw Dreschera przyczynek do postępu w diagnostyce wrodzonej niedrożności przełyku”
- „Edward Drescher – zwolennik zachowawczego leczenia dużych przepuklin pępowinowych”

Profesor Józef Bogusz (1904–1993) – chirurg, etyk i historyk medycyny pisał o Edwardzie Drescherze: 

Jego mądre i trafne oceny wielu najtrudniejszych problemów, zjawisk, sytuacji, okoliczności naszego lekarskiego życia wniosły bardzo wiele do ostatecznej redakcji nowego zbioru zasad etyczno-deontologicznych polskiego lekarza.